# Bettborn (Moselle)
Bettborn település Franciaországban, Moselle megyében. Lakosainak száma 397 fő (2022. január 1.). Bettborn Berthelming, Gosselming, Hellering-lès-Fénétrange, Oberstinzel, Romelfing és Kirrberg községekkel határos.

## Népesség
A település népességének változása:
| Lakosok száma | 243  | 265  | 318  | 406  | 444  | 424  | 395  | 387  | 380  | 397  |
|               | 1968 | 1982 | 1990 | 2006 | 2013 | 2015 | 2017 | 2019 | 2020 | 2022 |